# Équipe d'Algérie des moins de 20 ans de football
Cet article traite de l'équipe masculine. Pour l'équipe féminine, voir Équipe d'Algérie féminine de football des moins de 20 ans.
Maillots
L'équipe d'Algérie des moins de 20 ans de football représente l'Algérie dans les compétitions juniors de football, où sont conviés les joueurs de moins de 20 ans. Comme la Coupe du monde de la FIFA U-20, sur la scène internationale, la Coupe d'Afrique des nations des moins de 20 ans et le Championnat d'Afrique du Nord des moins de 20 ans sur la scène continentale et régionale et le Championnat arabe des moins de 20 ans, comme autre compétition.

## Histoire

### Champion d'Afrique 1979
L’Algérie U20 participe à la première édition de l'histoire de la Coupe d'Afrique des nations U-20. Cette édition de 1979 se déroule sur plusieurs tours sur des matchs aller et retour, en conséquence, aucun pays hôte n'est désigné jusqu’à l’édition de 1991 en Égypte. Le 6 août 1978,  l’Algérie U20 joue son premier match officiel contre la Libye U20  Modèle:LBA (1977-2011) à l'aller, à l’extérieur, l’Algérie a perdu  sur le score de 1-2 , et s'été qualifiée aprés la disqualification des libyens par la CAF suite au triche de l'ages deleurs joueurs . Deux semaines plus tard, au retour, le match se termine sur le score nul de 1-1. L’Algérie se qualifie au deuxième tour, elle rencontre les jeunes U20 des Aigles de Carthage, là aussi, le match aller se joue à l'extérieur, et comme pour la Libye, l’Algérie gagne 1-2 en Tunisie. Au retour, le match se termine avec un score de 0-0. L’Algérie se qualifie pour les demi-finales. Les Verts rencontrent l'Éthiopie U20, à l'aller en Ethiopie, l’Algérie fait match nul (0-0). Au retour, les Verts gagnent le match sur le plus petit des scores 1-0. Avec cette qualifications en finale, l’Algérie se qualifie officiellement pour la première fois de son histoire pour une Coupe du monde U-20. En finale, les Verts jouent contre la Guinée U20. Le match aller se joue cette fois-ci en Algérie, les Verts gagnent le match sur le score de 2-1, au retour, l'Algérie perd le match sur le score de 3-2, en score cumulé les deux rencontres ont pour résultat le score de 4-4, cependant, via avec la règle des buts marqués à l'extérieur, l’Algérie U20 est championne d'Afrique. Elle est la première équipe africaine à soulever la Coupe d'Afrique des nations U-20.

### Mondial U-20 1979
La Coupe du monde U-20 1979 se déroule au Japon. L’Algérie se trouve dans le groupe A, avec l'Espagne U20, le pays organisateur le Japon U20 et le Mexique U20.
Pour son premier match, l’Algérie fait match nul 1-1, contre le Mexique, les Mexicains ouvrent le score à la 24e minute, les Verts égalisent en deuxième mi-temps via l’intermédiaire de Hocine Yahi à la 67e minute. Le match suivant, contre les Nippons, devant plus de 30 000 spectateurs, les Algériens arrivent à tenir le match nul sur le score de 0-0. Le dernier match, l’Algérie crée l'exploit en battant la Roja, sur le score de 1-0, l'unique buteur Derradji Bendjaballah, marque le but de la victoire à la 15e minute. Avec une victoire et deux matchs nuls, l’Algérie valide son billet pour les quarts de finale. En quarts, les Verts affrontent l'Albiceleste, l’Algérie perd le match sur un score très lourd de 5-0, avec un but de Diego Maradona à la 25e, de Gabriel Calderón à la 34e minute et un coup du chapeau de Ramón Díaz aux 39e, 51e et 66e minutes. L’Algérie s’arrête en quarts de finale, à ce jour il s'agit de la plus large défaite de l'histoire de l’Algérie U20.

### Parcours assez constant de 1980-1990
Les années 1980 voient l’Algérie être constante en coupe d'Afrique des nations U-20, mais n'arrivant jamais à se qualifier pour une deuxième fois à une Coupe du monde U-20. 
Pour la Coupe d'Afrique U-20 1981 (en), l’Algérie affronte au premier tour la Mauritanie U20, les Verts gagnent sans surprise le match aller retour sur le score cumulé de 1-6. En quarts de finale, l’Algérie rencontre la République centrafricaine U20, l’Algérie perd le match aller et retour sur le score cumulé de 4-3, néanmoins, la République centrafricaine est contrainte de se retirer en raison des troubles civils et des troubles politiques dans le pays, ainsi l’Algérie se qualifie en demi-finale. En demi, l’Algérie rencontre l'Égypte U20, mais les Verts décident de se retirer. Ils terminent troisièmes, mais ne se qualifient pas pour la Coupe du monde u-20 1981 en Australie.
La Coupe d'Afrique U-20 1983 (en), l’Algérie rencontre la Gambie U20, à l'aller à l’extérieur, les Verts font match nul, 0-0. Au retour, l’Algérie gagne le match sur le score de 2-1. En quarts de finale, l’Algérie affronte son voisin, le Maroc U20, à l'aller en Algérie, les guerriers du désert gagnent le match 2-0, au retour, les Verts perdent le match sur le score de 3-1, mais avec la règle des buts marqués à l'extérieur, l’Algérie se qualifie en demi-finale. Comme l’édition de 1981, l’Algérie échoue aux portes de la finale, cette fois-ci contre la Côte d'Ivoire U-20. Pour la deuxième fois, l’Algérie rate de peu la qualification en Coupe du monde U-20 1983 au Mexique.
L’Algérie échoue dès le premier tour en Coupe d'Afrique U-20 1985 (en), contre la Tunisie U20, l’édition suivante l’Algérie ne participe pas. En 1986 L'Algerie a participé au tournoi international d'amitié au Qatar sous la houlette de L'entraineur Hacne Lalmas et a perdu toutes ses matches du premier tour contre le Brésil (0-7) , la RFAllemagne (0-3) et L'Egypte (0-1)  . C'est en Coupe d'Afrique des nations junior 1989 que l’Algérie retrouve le haut niveau, au tour préliminaire, les Verts sont qualifiés d'office à la suite du forfait de la Mauritanie U20. Au premier tour, l’Algérie arrive à éliminer la Tunisie U20. En quarts de finale, les Verts affrontent le Ghana U20, l’Algérie passe en demi-finale, sur une victoire aux tirs au but. Pour une troisième fois, l’Algérie est éliminée en demi-finale contre le Mali U20. Par conséquent, pour une troisième fois, les Verts ratent de peu une qualification au Mondial U-20, compétition de 1989 qui se déroule en Arabie saoudite.

## Résultats de l'équipe d'Algérie des moins de 20 ans

### Palmarès
| Compétitions intercontinental                                | Compétitions continentales et régionale                                           | Autre compétitions |
| ------------------------------------------------------------ | --------------------------------------------------------------------------------- | --- |
| - Coupe du monde de la FIFA U-20 - Quart de finaliste : 1979 | - CAN des moins de 20 ans (1) - Vainqueur : 1979 - Troisième : 1981, 1983 et 1989 | - Championnat arabe des moins de 20 ans - Finaliste en : 2021 - Quatrième en : 2012 - Coupe de Palestine des Nations U20 - Vainqueur en : 2002 - Finaliste en : 1985 |

## Effectif actuel

### Appelés récemment
Les joueurs suivants ne font pas partie du dernier groupe appelé mais ont été retenus en équipe nationale lors des 12 derniers mois.
Les joueurs qui comportent le signe , sont blessés au moment de la dernière convocation, et qui comportent le signe RET sont retraité.
| Nom                | Date de Naissance | Sél.     | Buts     | Club             | Dernier appel                      |
| Gardiens           | Gardiens          | Gardiens | Gardiens | Gardiens         | Gardiens                           |
| ------------------ | ----------------- | -------- | -------- | ---------------- | ---------------------------------- |
| Nabil Ouennas      | 12 juillet 2003   | 6        | 0        | AS Saint-Étienne | vs Arabie saoudite, 6 juillet 2021 |
| Oussama Mellala    | 26 mai 2003       | 0        | 0        | CA Batna         | vs Arabie saoudite, 6 juillet 2021 |
| Défenseurs         |                   |          |          |                  |                                    |
| Bilal Boukerchaoui | 16 février 2003   | 1        | 0        | CR Belouizdad    | vs Arabie saoudite, 6 juillet 2021 |
| Fael Ahmane        | 3 février 2003    | 2        | 0        | AS Saint-Étienne | vs Arabie saoudite, 6 juillet 2021 |
| Mehdi Touenti      | 7 décembre 2003   | 6        | 0        | JS Tamines       | vs Arabie saoudite, 6 juillet 2021 |
| Noah Hamdaoui      | 12 novembre 2003  | 0        | 0        | Dijon FCO        | vs Arabie saoudite, 6 juillet 2021 |
| Milieux            |                   |          |          |                  |                                    |
| Djibril Ousmail    | 20 janvier 2003   | 0        | 0        | SCO Angers       | vs Arabie saoudite, 6 juillet 2021 |
| Massil Adjaoudi    | 11 juillet 2003   | 6        | 0        | Al-Mesaimeer     | vs Arabie saoudite, 6 juillet 2021 |
| Mohamed Zeggai     | 27 juillet 2003   | 4        | 0        | Toulouse FC      | vs Arabie saoudite, 6 juillet 2021 |
| Yacine Titraoui    | 26 juillet 2003   | 5        | 0        | Paradou AC       | vs Arabie saoudite, 6 juillet 2021 |
| Attaquants         |                   |          |          |                  |                                    |
| Amine Said         | 10 février 2003   | 2        | 0        | FC Nantes        | vs Arabie saoudite, 6 juillet 2021 |
| Adam Dougui        | 20 octobre 2004   | 5        | 1        | FC Suhareka      | vs Arabie saoudite, 6 juillet 2021 |
| Rafik Omar         | 10 janvier 2004   | 6        | 2        | Académie FAF     | vs Arabie saoudite, 6 juillet 2021 |
| Mohamed Belmokhtar | 11 mai 2003       | 4        | 0        | LOSC Lille       | vs Arabie saoudite, 6 juillet 2021 |
| Adil Boulbina      | 2 mai 2003        | 2        | 1        | Paradou AC       | vs Arabie saoudite, 6 juillet 2021 |

### références
1. ↑  « U20 World Cup 1979 in Japan » Group A », worldfootball.net,‎ 17 juin 2020 (lire en ligne, consulté le 17 juin 2020)
2. ↑  « Mexique 1-1 Algérie », FIFA,‎ 17 juin 2020 (lire en ligne, consulté le 17 juin 2020)
3. ↑  « Japon 0-0 Algérie », FIFA,‎ 17 juin 2020 (lire en ligne, consulté le 17 juin 2020)
4. ↑  « Espagne 0-1 Algérie », FIFA,‎ 17 juin 2020 (lire en ligne, consulté le 17 juin 2020)
5. ↑  « Argentine 5-0 Algérie », FIFA,‎ 17 juin 2020 (lire en ligne, consulté le 17 juin 2020)